# Mano guidoniana

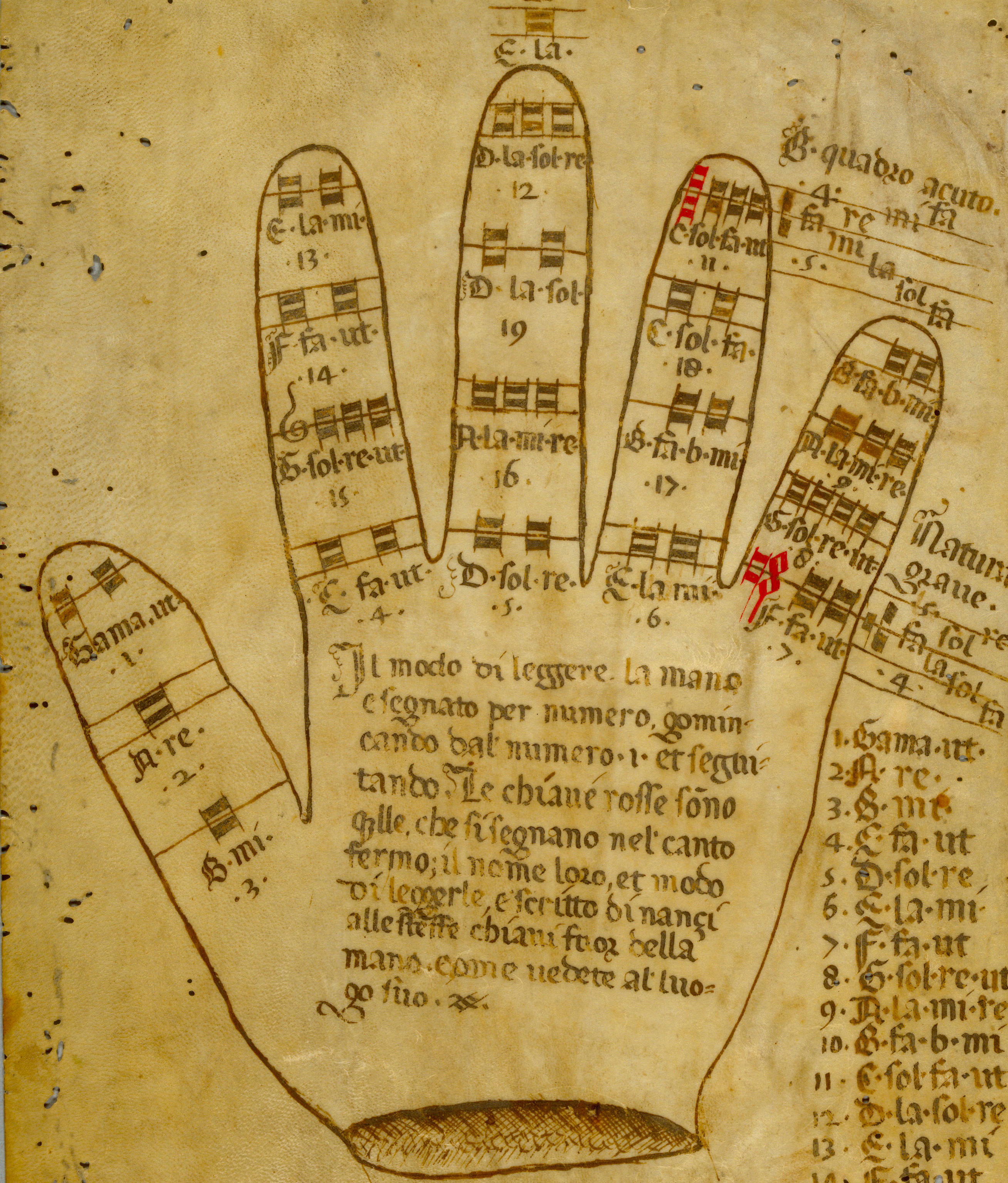
Mano guidoniana in un manoscritto medievale.

Nella musica medievale, la mano guidoniana (o mano armonica) fu un sistema mnemotecnico utilizzato per aiutare i cantanti nella lettura a prima vista. Alcune forme di questo sistema possono essere state messe a punto da Guido d'Arezzo, musico medievale autore di diversi trattati sulla teoria musicale.

## Storia
La mano appare in diversi manoscritti, precedenti all'epoca in cui operò Guido, come strumento per trovare i semitoni. Sigebertus Gemblacensis (c. 1105) ha descritto come Guido utilizzasse le articolazioni della mano per aiutare ad imparare il suo esacordo. D'altra parte, la mano guidoniana appare strettamente legata alle nuove idee di Guido in materia di istruzione musicale, compreso l'uso degli esacordi e della solmisazione.
Il concetto che sta dietro alla mano guidoniana è che ogni porzione della mano rappresenta una nota specifica nell'esacordo, con una tessitura vicina alle tre ottave da "Γ ut" (o vale a dire "Gamma ut", la cui contrazione "gamut" può fare riferimento al palmo intero) a "E la" (in altre parole, dal  Sol della moderna  chiave di basso al  Mi superiore della moderna chiave di Sol). Per insegnare il sistema, l'insegnante indica una serie di note sul palmo della mano, e lo studente deve cantarle, utilizzando i gesti usati nel solfeggio.
Ci sono state un certo numero di variazioni nella posizione delle note sulla mano: nell'esempio in figura gamut si sovrappongono mentalmente alle articolazioni e alla punta delle dita della mano sinistra. Così «gamma ut» è indicata nella punta del pollice, "Re" sulla nocca, "Mi" nell'articolazione, e così via.
Il sistema permetteva la visualizzazione dei semitoni e della posizione dell'esacordo, ut, re, mi, fa, sol, la costituito dalle iniziali dell'inno Ut queant laxis.